# Сахарный диабет беременных
Са́харный диабе́т бере́менных (гестацио́нный са́харный диабе́т) — это заболевание, характеризующееся гипергликемией, выявленное на фоне беременности, но не соответствующее критериям манифестного (впервые выявленного) сахарного диабета.
Гестационный сахарный диабет (ГСД) в анамнезе многими специалистами-диабетологами рассматривается как «тревожный звоночек» в отношении предрасположенности женщины к сахарному диабету 2-го типа (ИНСД) или даже как состояние явного предиабета, даже если после родоразрешения параметры углеводного обмена у женщины вернулись к норме и никаких признаков патологии обнаружить не удаётся. Таким образом, несмотря на то, что признаки сахарного диабета у беременных самостоятельно исчезают после родоразрешения, у матери в будущем существенно повышен риск развития ИНСД.
Иногда сахарный диабет 1-го (инсулинозависимый) или 2-го типа (инсулинонезависимый) манифестирует во время беременности. Гормональные сдвиги, переживаемые беременной, могут способствовать развитию истинного сахарного диабета. Как правило, это ИНСД, поддающийся диетотерапии и использованию нутрицевтиков (мио-инозитола, магния). Реже развивается ИЗСД, требующий лечения инсулином. В любом случае предполагаемый гестационный сахарный диабет не исчезает после родоразрешения.
ГСД не является показанием к досрочному родоразрешению или плановому кесареву сечению.

## Классификация
Согласно рекомендациям ВОЗ, различают следующие типы сахарного диабета у беременных:
1. Сахарный диабет 1 типа, выявленный до беременности.
2. Сахарный диабет 2 типа, выявленный до беременности.
3. Сахарный диабет беременных — под этим термином объединяют любые нарушения толерантности к глюкозе, возникшие во время беременности.[1]

## Диагностика
Всем беременным, у которых на ранних сроках не были выявлены нарушения углеводного обмена, между 24 и 28 неделями проводится пероральный глюкозотолерантный тест (ПГТТ) с 75 г глюкозы.
Данный срок, по мнению экспертов — оптимальный для проведения теста, в исключительных случаях, при каких либо патологиях (высокий риск ГСД, размеры плода по данным УЗ-таблиц внутриутробного роста ⩾75 перцентиля, УЗ-признаки диабетической фетопатии), ПГТТ с 75 г глюкозы проводится вплоть до 32 недели беременности.
Так же не стоит забывать о противопоказаниях к проведению ПГТТ:
- непереносимость глюкозы
- манифестный сахарный диабет
- заболевания ЖКТ, сопровождающиеся нарушением всасывания глюкозы

## Лечение
В лечение ГСД, осуществляемое под наблюдением акушеров-гинекологов, терапевтов и врачей общей практики, входят:
- диетотерапия с полным исключением легкоусвояемых углеводов и ограничением жиров, а также равномерное распределение суточного объёма пищи на 4-6 приемов;
- дозированные аэробные физические нагрузки;
- самоконтроль гликемии, артериального давления, массы тела, кетонурии и кетонемии, шевелений плода, ведение дневника самоконтроля и питания.

При невозможности достижения целевых уровней гликемии в течение 1-2 недель самоконтроля, при наличии признаков диабетической фетопатии и при многоводии с уже установленным диагнозом СГД назначают инсулинотерапию.

## Послеродовой период
Перенёсшим ГСД пациенткам отменяют инсулинотерапию после родов, а также назначают контроль уровня глюкозы в венозной плазме. Также назначают повторный ПГТТ, диету на снижение массы тела, увеличение физических нагрузок и планирование последующих беременностей. Ребёнку матери, перенёсшей ГСД, следует контролировать состояние углеводного обмена и проводить профилактику сахарного диабета 2-го типа.